# Родольфо Родрігес
Родольфо Серхіо Родрігес Родрігес (ісп. Rodolfo Sergio Rodríguez Rodríguez, нар. 20 січня 1956, Монтевідео, Уругвай) — уругвайський футболіст, що грав на позиції воротаря.
Виступав за національну збірну Уругваю.
Триразовий чемпіон Уругваю. Переможець Ліги Пауліста. Володар Кубка Лібертадорес. Володар Міжконтинентального кубка.

## Клубна кар'єра
Вихованець футбольної школи клубу «Серро». Дорослу футбольну кар'єру розпочав 1976 року в основній команді того ж клубу, в якій провів один рік.
Своєю грою за цю команду привернув увагу представників тренерського штабу клубу «Насьйональ», до складу якого приєднався 1976 року. Відіграв за команду з Монтевідео наступні вісім сезонів своєї ігрової кар'єри. За цей час тричі виборював титул чемпіона Уругваю, ставав володарем Кубка Лібертадорес, володарем Міжконтинентального кубка.
1984 року уклав контракт з клубом «Сантус», у складі якого провів наступні чотири роки своєї кар'єри гравця.
Згодом з 1988 по 1992 рік грав у складі команд клубів «Спортінг» та «Португеза Деспортос».
Завершив професійну ігрову кар'єру у клубі «Баїя», за команду якого виступав протягом 1992—1994 років.

## Виступи за збірну
1976 року дебютував в офіційних матчах у складі національної збірної Уругваю. Протягом кар'єри у національній команді, яка тривала 11 років, провів у формі головної команди країни 78 матчів, пропустивши 68 голів.
У складі збірної був учасником розіграшу Кубка Америки 1979 року у різних країнах, розіграшу Кубка Америки 1983 року у різних країнах, здобувши того року титул континентального чемпіона, чемпіонату світу 1986 року у Мексиці.

## Досягнення
- Чемпіон Уругваю:

«Насьйональ»: 1977, 1980, 1983
- Переможець Ліги Пауліста:

«Сантус»: 1984
- Володар Кубка Лібертадорес:

«Насьйональ»: 1980
- Володар Міжконтинентального кубка:

«Насьйональ»: 1980
Збірні
- Чемпіон Південної Америки (U-20): 1975
- Переможець Кубка Америки: 1983